# عذم أخضر
العذم الأخضر  (باللاتينية: Stipa viridula) أو (باللاتينية: Nassella viridula) نوع نباتي يتبع جنس العذم من الفصيلة النجيلية.